# Paragigantione americana
Paragigantione americana är en kräftdjursart som först beskrevs av Clements Robert Markham 1973.  Paragigantione americana ingår i släktet Paragigantione och familjen Bopyridae. Inga underarter finns listade i Catalogue of Life.